# Guaraci (São Paulo)
Guaraci es un municipio brasilero del estado de São Paulo. Se localiza a una latitud 20º29'55" sur y a una longitud 48º56'41" oeste, estando a una altitud de 481 metros. Tiene una población de 9.976 habitantes (IBGE/2010) y área de 641,5 km². Guaraci pertenece a la Microrregión de São José do Río Preto y se localiza en los márgenes del Rio Grande.

## Historia
El núcleo inicial que dio origen a la ciudad de Guaraci surgió alrededor del siglo XX a partir de la donación de un patrimonio religioso. Se emancipó en 1944, siendo hasta entonces distrito del municipio de Olímpia.
A partir de los años 70 con el llamado boom de la naranja, el sector de la citricultura dio un nuevo impulso a la economía regional. La plantación de naranja fue, a partir de la década de 1990 y en especial en los años 2000 gradualmente suplantada por la plantación de la caña de azúcar, debido a varios factores que llevaron a la decadencia de la citricultura. A partir de la instalación de la central de azúcar y alcohol en el municipio, esa actividad pasó a integrar la mayor fuente de salario local.

## Geografía

### Clima
Temperatura media anual
Media anual máxima: 30,9 °C
Mayor - 32,3 °C (septiembre y octubre)
Menor - 28 °C (julio)
Media anual mínima: 17,1 °C
Mayor - 20,2 °C (febrero)
Menor - 12,8 °C (julio)
Media anual: 24 °C, siendo el mes más caliente, el mes de febrero, con media de 26 °C y el mes más frío, el mes de julio, con media de 20,6 °C.
El volumen de lluvias es irregularmente distribuido por todo el año, siendo una característica regional, los veranos calientes y húmedos y los inviernos amenos y secos, con gran amplitud térmica diária. La media de lluvias mensuales sobrepasa los 100 mm de octubre a marzo, siendo el mes de enero el más lluvioso (275,5 mm.). De abril a septiembre, transcurren los meses más secos, siendo que las medias mensuales están en los 15,5 mm. en julio (mes más seco) y 73,1 mm. en abril. El total de lluvias anuales en el municipio de Guaraci es de 1421,6 mm.

### Demografía
Datos del Censo 2010
Población total: 9.976
- Urbana: 8.927
- Rural: 1.049
- Hombres: 5.084[6]
- Mujeres: 4.892

Densidad demográfica (hab./km²): 15,55
Mortalidad infantil por 1000 nascidos vivos: 7,46
Expectativa de vida (años): 69,24
Tasa de fertilidad (hijos por mujer): 2,20
Tasa de alfabetización: 88,74%
Índice de Desarrollo Humano (IDH-M): 0,758
- IDH-M Salario: 0,688
- IDH-M Longevidad: 0,737
- IDH-M Educación: 0,850

(Fuente: IPEADATA)
Composición de la población
Fuente: PNAD - IBGE (2005)
La población de la Región Administrativa de Barretos, que engloba Guaraci y otros 18 municipios es étnicamente formada por:
Blancos: 74,1%
Negros y Pardos: 25,3%
Asiáticos e Indígenas: 0,6%

### Hidrografía
- Rio Grande
- Río Criciúma
- Río Bocaina
- Río Santana
- Río Agua Dulce
- Río Bebedouro
- Río Puerto Velho
- Río Rico
- Río Limoeiro.

### Carreteras
- SP-322

## Administración
- Prefecto: Renato Azeda Ribeiro Aguiar (2009/2012)
- Viceprefecto: Elson Machado de la Silveira
- Presidente de la cámara: Auro Ribeiro Guimarães (2009/2010)